# Géranium colombin
Geranium columbinum
Espèce
Classification phylogénétique
Statut de conservation UICN

 LC  : Préoccupation mineure
Le Géranium colombin (Geranium columbinum) est une espèce de plante de la famille des Géraniacées nommée communément pied-de-pigeon, Géranium des colombes, et Long-stalked Crane's-bill en Anglais.

## Description
C'est une plante herbacée (15 à 50 cm de haut) à feuilles très découpées, jusqu'au pétiole.

## Caractéristiques

### Organes reproducteurs
- Couleur dominante des fleurs : roses purpurines, large de 15 à 20 mm dont les 5 pétales sont aussi long que les sépales terminés par une longue arête et 10 étamines à filet glabre.
- Période de floraison : mars-septembre
- Inflorescence : racème de cymes unipares hélicoïdes
- Sexualité : hermaphrodite
- Pollinisation : entomogame, autogame
- Fruit : schizocarpe formé de 5 méricarpes lisses et glabres.
- Dissémination : épizoochore

### Habitat et répartition
Cette espèce se rencontre dans les bois et aux lisières, dans les haies et au bord des chemins.
Elle préfère les sols calcaires mais tolérante sur acidité.
De répartition dite eurasiatique, le Géranium colombin est retrouvé sur toute l'Europe, jusqu'au nord de l'Irlande, l'Asie occidentale et l'Afrique septentrionale, il est commun dans toute la France dont la Corse, en dessous de 500 m, mais peut atteindre 1 200 m. L'inventaire national du patrimoine naturel n'a pas réussi à le recenser dans tous les départements,.